# T-ara's Best of Best 2009-2012 ~Korean ver.~
T-ara's Best of Best 2009-2012: Korean ver. (estilizado como T-ARA's Best of Best 2009-2012 ～KOREAN ver.～) é o primeiro álbum de grandes êxitos do girl group T-ara. Seu lançamento ocorreu em 10 de outubro de 2012 através da EMI Music Japan, para comemorar o aniversário de um ano da estreia do grupo no Japão. O álbum contém todos os singles do T-ara de Absolute First Album (2009) à Funky Town (2012), incluindo seu single digital "We Are the One", para a Copa do Mundo FIFA de 2010. Uma edição limitada ultra-deluxe do álbum, que inclui um book fotográfico de 72 páginas e um documentário de 120 minutos sobre uma viagem do T-ara à Europa, foi lançado em 17 de outubro de 2012.

## Lista de faixas
| Todas as edições: |                                                                                                  |                                 |                                 |         |  |
| N.º               | Título                                                                                           | Letras                          | Produtor(es)                    | Duração |  |
| 1.                | "Bo Peep Bo Peep"                                                                                | Shinsadong Tiger, Choi Kyu-sung | Shinsadong Tiger, Choi Kyu-sung |         |  |
| 2.                | "Lies" (嘘; "Geojitmal")                                                                         | Ahn Young-min                   | Cho Young-soo                   |         |  |
| 3.                | "TTL (Time to Love)"                                                                             | Hwang Sung-jin, Rhymer, Joosuc  | Kim Do-hoon                     |         |  |
| 4.                | "TTL Listen 2"                                                                                   | Rhymer, Sangchu                 | Kim Do-hoon, Rhymer             |         |  |
| 5.                | "Going Crazy Because of You" (あなたのせいで狂いそう, "Anata no Sei de Kurui Sou")               | Wheesung                        | Cho, Kim Tae-hyun               |         |  |
| 6.                | "Yayaya"                                                                                         | E-Tribe                         | E-Tribe                         |         |  |
| 7.                | "Why Are You Being Like This?" (ウェイロニ (どうしてそうなの), "Wae Ireoni (Doushite Souna no)") | Lee Eun-jin                     | Kim Do-hoon, Lee Sang-ho        |         |  |
| 8.                | "I'm Really Hurt" (私がとても痛くて, "Watashi ga Totemo Itakute")                                | Shinsadong Tiger, Choi          | Shinsadong Tiger, Choi          |         |  |
| 9.                | "We Are the One"                                                                                 | Ahn                             | Cho, Kim Tae-hyun               |         |  |
| 10.               | "Like the First Time" (初めてのように, "Hajimete no You ni")                                     | "hitman" bang                   | "hitman" bang                   |         |  |
| 11.               | "Roly-Poly"                                                                                      | Shinsadong Tiger, Choi          | Shinsadong Tiger, Choi          |         |  |
| 12.               | "Roly-Poly in Copacabana" (コパカバーナ)                                                         | Shinsadong Tiger, Choi          | Shinsadong Tiger, Choi          |         |  |
| 13.               | "Cry Cry"                                                                                        | Kim Tae-hyun, Cho, Ahn          | Kim Tae-hyun, Ahn               |         |  |
| 14.               | "Lovey-Dovey"                                                                                    | Shinsadong Tiger, Choi          | Shinsadong Tiger, Choi          |         |  |

| DVD: |                                     |         |  |
| N.º  | Título                              | Duração |  |
| 1.   | "Bo Peep Bo Peep" (Versão sexy)     |         |  |
| 2.   | "Bo Peep Bo Peep" (Versão de dança) |         |  |
| 3.   | "Lies"                              |         |  |
| 4.   | "TTL (Time To Love)"                |         |  |
| 5.   | "TTL Listen 2"                      |         |  |
| 6.   | "Going Crazy Because of You"        |         |  |
| 7.   | "Yayaya"                            |         |  |
| 8.   | "Why Are You Being Like This?"      |         |  |
| 9.   | "I'm Really Hurt"                   |         |  |
| 10.  | "We Are the One"                    |         |  |
| 11.  | "Like the First Time"               |         |  |
| 12.  | "Roly-Poly" (Versão 1)              |         |  |
| 13.  | "Roly-Poly" (Versão 2)              |         |  |
| 14.  | "Roly-Poly in Copacabana"           |         |  |

| Edição em DVD Ultra-Deluxe: |                                      |         |  |
| N.º                         | Título                               | Duração |  |
| 1.                          | "Documentário "Free Time in Europe"" | 120:00  |  |